# Бранко Ристич
Проф. Бранко Ристич (на сръбски: Бранко Ристић) е сръбски учен, писател и българист. Професор е в Прищинския университет, който е преместен в Косовска Митровица и едновременно преподава в педагогическия факултет на Призренски университет, който е преместен в град Лепосавич (Северно Косово). Пише поезия и проза, занимава се с научна работа, превежда от български, руски и македонски език. Превел е голям брой български автори на сръбски - Никола Вапцаров, Гриша Трифонов, Мая Дългъчева, Иван Матанов, Слави Георгиев. Работи върху избрани творби на Йордан Йовков. Издал е и три книги разкази на Чудомир в превод на сръбски. Член е на дружеството на писателите на Войводина, член на Съюза на българските писатели и редовен член на Българската академия на науката и изкуствата (БАНИ).

## Биография
Бранко Ристич е роден на 15 юни 1961 година в село Велики Шилеговец. Основно училище и гимназия завършва в родното си село и в Крушевац. Литература и магистратура завършва във Филологическия факултет в Скопие, а докторат — във Философския факултет в Нови Сад.

## Отличия
Бранко Ристич е носител на златна значка на КПЗ на Сърбия и на международната награда за литература „Никола Вапцаров“.